# 正負號
正負號（±、{\displaystyle \pm }）是一種數學符號，用來表示近似值的精確度，或表示兩個可能的量。

## 例子
- 表示一個範圍：{\displaystyle 100\pm 5}表示介於95和105之間。
- 使用百分比：{\displaystyle 230\pm 10\%}表示介於207和253之間。
- 表示一個二次方程的解。

它也可以配合負正號（∓、{\displaystyle \mp }）使用，例如：{\displaystyle x\pm y\mp z}表示{\displaystyle x+y-z}或{\displaystyle x-y+z}，而不是{\displaystyle x+y+z}或{\displaystyle x-y-z}（{\displaystyle \mp }上方的{\displaystyle -}須和{\displaystyle \pm }上方的{\displaystyle +}對應；{\displaystyle \mp }下方的{\displaystyle +}須和{\displaystyle \pm }下方的{\displaystyle -}對應）。

## 電腦顯示
在ISO 8859-1,7,8,9,13,15,16，正負號的碼在十六進制是B1。因為Unicode首256個碼和ISO-8859-1相同的，所以這個符號在Unicode是U+00B1 （页面存档备份，存于）。在HTML的字元實體參照是&#xb1;。負正號（∓）較不常見，在Unicode是U+2213 （页面存档备份，存于）。